# Acacia mucronata
Acacia mucronata é uma espécie de leguminosa do gênero Acacia, pertencente à família Fabaceae.